# Grigore Băjenaru
Grigore Popescu-Băjenaru (n. 13 decembrie 1907, Periș – d. 5 februarie 1986, Craiova) a fost un scriitor român.

## Biografie
A fost fiul profesorului și autorului de manuale Ion Popescu-Băjenaru.
A absolvit liceul „Gheorghe Lazăr” (1926) și Facultatea de Litere și Filozofie a Universității din București (1930), după care începe o carieră didactică ca profesor la Școala primară de băieți nr. 17 „Marele Voevod Mihai”, inițial numită „Principele Mihai”, unde tatăl sau era director, în paralel publicând studii critice despre operele lui N. Filimon, Delavrancea și Mihai Eminescu. Debutul literar se va produce în 1923, în paginile revistei Lumea copiilor, iar în volum în 1924, cu o serie de povestiri intitulată „Din țara basmelor”. Colaborator constant al revistei Universul copiilor încă de la primul număr.
După absolvirea liceului Gheorghe Lazăr din București, a studiat literatura și filosofia la Universitatea București. A lucrat ca profesor la mai multe școli private și de stat, iar mai târziu a avut funcții administrative la primăria Bucureștiului și Galeriile de artă.
A lucrat câțiva ani pe post de comentator științific al ciclului de observații astronomice anuale, în fapt ca redactor al buletinului Institutului astronomic, care era publicat anual.
Este cunoscut pentru romanele sale Cișmigiu et Comp., în care prezintă viața de elev la Liceul „Gheorghe Lazăr”, situat lângă Parcul Cișmigiu, și Bună dimineața, băieți!, în care prezintă momente din viața sa de profesor.

## Opere

### Romane
- Cișmigiu et Comp., 1942
- Bună dimineața, băieți!, Editura Ion Creangă,1973; reeditare Editura Didactică și Pedagogică, 2007; reeditare Editura Universitară, 2008; reeditare Editura Litera Internațional, 2009; reeditare Editura AGORA, 2015; reeditare Editura Hoffman, 2020.
- Mici povestiri despre oameni mari, Editura Sport-Turism, 1981
- Ispirescu împăratul basmelor, Editura Ion Creangă, 1983.

### Scrieri istorice
- Banul Mărăcine, Editura Tineretului, 1967[2] (colecția Clubul Temerarilor)
- Inelul lui Dragoș-Vodă, Editura Tineretului, 1968 (colecția Clubul Temerarilor)
- Cerbii lui Mihai-Vodă, ilustrații de Ioan Deak, Editura Tineretului 1968
- Taina lui Mircea Voievod, Editura Tineretului 1974
- Spătarul Coman de Suceava (Roman istoric din vremea lui Alexandru Vodă Mușat), Editura Ion Creangă, 1977 (colecția Virtuți strămoșești)
- Mărețul rege Burebista, Editura Ion Creangă, 1980 (colecția Virtuți strămoșești)
- Povestiri de vitejie, Editura Ion Creangă, 1984 (colecția Virtuți strămoșești)

### Povești și legende
- Orologiul împăratului, Editura Tineretului, 1957
- Vârful cu dor, Editura Pentru turism București, 1973
- Grădina înțelepților, Editura Ion Creangă, 1975
- Piatra Craiului, Editura Sport-Turism, 1978
- Fata din dafin, Editura Ion Creangă, 1982
- Prima zi de școală a fratelui meu mai mare

### Postume
- Nouă basme vesele pentru toate vârstele, Editura Ion Creangă, 1989
- Balsam de Canada (roman), editura Premier, 2005

### Premii
- Premiul II pentru literatură oferit de Primăria București – 1944
- Premiul CNOP pentru proză pentru volumul Mărețul rege Burebista – 1980
- Premiul CNOP pentru literatura de informare științifică pentru volumul Ispirescu, împăratul basmelor – 1983
- Trofeul micului cititor pentru volumul Fata din dafin – 1983